# Naturalizem
Naturalizem je umetnostna smer, skrajna oblika realizma. Je neke vrste fotografiranje resničnosti. Avtorji so težili k skoraj znanstvenemu opisovanju realnosti, ki s svojimi biološkimi in socialnimi zakoni obvladuje človeka in njegovo življenje. Držali so se načela, da je človek del narave in ga je mogoče raziskovati predvsem kot posledico treh temeljnih naravnih faktorjev, ki so: dednost, okolje in doba oz. zgodovinski trenutek. Naturalistično teorijo je utemeljil francoski filozof Hippolyte Taine, najbolj zvesto pa ji je sledil pisatelj Emile Zola v svojih t. i. eksperimentalnih romanih. Naturaliste zanimajo nižine življenja, socialni problemi, opisi so zelo podrobni in včasih na mejah dobrega okusa (npr. opis pojedine ob godu Gervaise iz romana Beznica).
Smer se v slovenski književnosti ni povsem razvila. Imamo le nekaj poskusov: Rado Murnik in Fran Govekar sta študirala medicino in se morda zato navdušila za naturalizem. Fran Govekar je napisal zelo znan roman z naslovom V krvi (1896). S tem je želel povedati da je naša narava, to kdo smo in to kar bomo, zapisano v našem DNA. Naturalistične prvine so tudi v romanu Njeno življenje (1914)  Zofke Kveder in v romanu Kontrolor Škrobar (1914)  Alojza Kraigherja.
- Verizem